# Louis Toussaint
 (juillet 2025).
Motif : Les résistants fusillés sont ils automatiquement admissibles?
- Archive Wikiwix
- Bing
- Cairn
- DuckDuckGo
- E. Universalis
- Gallica
- Google
- G. Books
- G. News
- G. Scholar
- Persée
- Qwant
- (zh) Baidu
- (ru) Yandex
- (wd) trouver des œuvres sur Wikidata

| 1. | Préciser le motif de la pose du bandeau. | Précisez le motif de la pose du bandeau en utilisant la syntaxe suivante : {{admissibilité à vérifier\|date=juillet 2025\|motif=remplacez ce texte par le motif}}                    |
| 2. | Informer les utilisateurs concernés.     | Pensez à avertir le créateur de l'article, par exemple, en insérant le code ci-dessous sur sa page de discussion : {{subst:avertissement admissibilité à vérifier\|Louis Toussaint}} |

Pour les articles homonymes, voir Toussaint (homonymie).
Louis Toussaint, né au Vigeant le 28 décembre 1905 et mort guillotiné le 3 décembre 1943 à Wolfenbüttel (Basse-Saxe) en Allemagne, est un professeur et résistant français. 
Fils d'agriculteur, devenu professeur de lettre, il se marie 1929. A la fin des années 30, il est professeur à l'EPS (établissements primaires supérieurs) de garçons à Potiers.
Il rejoint en 1941 le Réseau Renard principal groupe de Résistance dans le Poitou pendant l'occupation allemande et en devient son "chef d'état-major" en 1942 et numéro deux de l'organisation. Déporté en Allemagne comme l'un des premiers déportés Nacht und Nebel sous le numéro 88, et guillotiné en 1943 à la prison de Wolfenbüttel. Croix de Guerre 1939/1945, Chevalier de la Légion d'Honneur.

## Sources
- Antonowicz, Gilles, La Mort d'un collabo, 13 mai 1943, éd. Nicolas Eybelin, 2013.